# Štěchovice (district de Strakonice)
Pour les articles homonymes, voir Štěchovice.
Štěchovice (en allemand : Stiechowitz) est une commune du district de Strakonice, dans la région de Bohême-du-Sud, en République tchèque. Sa population s'élevait à 215 habitants en 2020.

## Géographie
Štěchovice se trouve à 11 km à l'ouest Strakonice, à 61 km au nord-ouest de České Budějovice et à 104 km au sud-ouest de Prague.
La commune est limitée par Kladruby au nord, par Novosedly à l'est, par Kraselov au sud et par Volenice et Kalenice à l'ouest.

## Histoire
La première mention écrite du village date de 1408.